# Repêchage d'entrée dans la LNH 1984
1983 1985
Le repêchage d'entrée dans la Ligue nationale de hockey de 1984 a lieu au Forum de Montréal dans la ville de Montréal au Québec Canada le 9 juin 1984.

## Sélections par tour[1],[2],[3]

### Premier tour
| Rang | Joueur                  | Position      | Nationalité     | Équipe LNH               | Repêché de                        |
| ---- | ----------------------- | ------------- | --------------- | ------------------------ | --------------------------------- |
| 1    | Mario Lemieux           | Centre        | Canada          | Penguins de Pittsburgh   | Voisins de Laval (LHJMQ)          |
| 2    | Kirk Muller             | Centre        | Canada          | Devils du New Jersey     | Platers de Guelph (LHO)           |
| 3    | Ed Olczyk               | Ailier gauche | États-Unis      | Black Hawks de Chicago   | Équipe des États-Unis (Int.)      |
| 4    | Al Iafrate              | Défenseur     | États-Unis      | Maple Leafs de Toronto   | Bulls de Belleville (LHO)         |
| 5    | Petr Svoboda            | Défenseur     | Tchécoslovaquie | Canadiens de Montréal    | HC Chemopetrol Litvínov (1. liga) |
| 6    | Craig Redmond           | Défenseur     | Canada          | Kings de Los Angeles     | Équipe du Canada (Int.)           |
| 7    | Shawn Burr              | Centre        | Canada          | Red Wings de Détroit     | Rangers de Kitchener (LHO)        |
| 8    | Shayne Corson           | Centre        | Canada          | Canadiens de Montréal    | Alexanders de Brantford (LHO)     |
| 9    | Doug Bodger             | Défenseur     | Canada          | Penguins de Pittsburgh   | Oilers de Kamloops (LHOu          |
| 10   | Jean-Jacques Daigneault | Défenseur     | Canada          | Canucks de Vancouver     | Chevaliers de Longueuil (LHJMQ)   |
| 11   | Sylvain Côté            | Défenseur     | Canada          | Whalers de Hartford      | Remparts de Québec (LHJMQ)        |
| 12   | Gary Roberts            | Ailier gauche | Canada          | Flames de Calgary        | 67's d'Ottawa (LHO)               |
| 13   | David Quinn             | Défenseur     | États-Unis      | North Stars du Minnesota | École supérieure de Kent (HS)     |
| 14   | Terry Carkner           | Défenseur     | Canada          | Rangers de New York      | Petes de Peterborough (LHO)       |
| 15   | Trevor Stienburg        | Ailier droit  | Canada          | Nordiques de Québec      | Platers de Guelph (LHO)           |
| 16   | Roger Bélanger          | Centre        | Canada          | Penguins de Pittsburgh   | Canadians de Kingston (LHO)       |
| 17   | Kevin Hatcher           | Défenseur     | États-Unis      | Capitals de Washington   | Centennials de North Bay (LHO)    |
| 18   | Mikael Andersson        | Ailier gauche | Suède           | Sabres de Buffalo        | Västra Frölunda HC (Elitserien)   |
| 19   | Dave Pasin              | Ailier droit  | Canada          | Bruins de Boston         | Raiders de Prince Albert (LHOu)   |
| 20   | Duncan MacPherson       | Défenseur     | Canada          | Islanders de New York    | Blades de Saskatoon (LHOu)        |
| 21   | Selmar Odelein          | Défenseur     | Canada          | Oilers d'Edmonton        | Pats de Regina (LHOu)             |

### Deuxième tour
| Rang | Joueur           | Position       | Nationalité | Équipe LNH             | Repêché de                                               |
| ---- | ---------------- | -------------- | ----------- | ---------------------- | -------------------------------------------------------- |
| 22   | Greg Smyth       | Défenseur      | Canada      | Flyers de Philadelphie | Knights de London (LHO)                                  |
| 23   | Craig Billington | Gardien de but | Canada      | Devils du New Jersey   | Bulls de Belleville (LHO)                                |
| 24   | Brian Wilks      | Centre         | Canada      | Kings de Los Angeles   | Rangers de Kitchener (LHO)                               |
| 25   | Todd Gill        | Défenseur      | Canada      | Maple Leafs de Toronto | Spitfires de Windsor (LHO)                               |
| 26   | Brian Benning    | Défenseur      | Canada      | Blues de Saint-Louis   | Winter Hawks de Portland (LHOu)                          |
| 27   | Scott Mellanby   | Ailier droit   | Canada      | Flyers de Philadelphie | École supérieure Henry Carr (Toronto)                    |
| 28   | Doug Houda       | Défenseur      | Canada      | Red Wings de Détroit   | Wranglers de Calgary (LHOu)                              |
| 29   | Stéphane Richer  | Centre         | Canada      | Canadiens de Montréal  | Bisons de Granby (LHJMQ)                                 |
| 30   | Peter Douris     | Centre         | Canada      | Jets de Winnipeg       | Wildcats du New Hampshire (NCAA)                         |
| 31   | Jeff Rohlicek    | Ailier gauche  | États-Unis  | Canucks de Vancouver   | Winter Hawks de Portland (LHOu)                          |
| 32   | Tony Hrkac       | Centre         | Canada      | Blues de Saint-Louis   | Équipe junior A de Orillia (OPJHL)                       |
| 33   | Ken Sabourin     | Défenseur      | Canada      | Flames de Calgary      | Greyhounds de Sault Ste. Marie (LHO)                     |
| 34   | Steve Leach      | Ailier droit   | États-Unis  | Capitals de Washington | École supérieure de Matignon - Cambridge (Massachusetts) |
| 35   | Raimo Helminen   | Centre         | Finlande    | Rangers de New York    | Ilves Tampere (SM-Liiga)                                 |
| 36   | Jeff Brown       | Défenseur      | Canada      | Nordiques de Québec    | Wolves de Sudbury (LHO)                                  |
| 37   | Jeff Chychrun    | Défenseur      | Canada      | Flyers de Philadelphie | Canadians de Kingston (LHO)                              |
| 38   | Paul Ranheim     | Ailier gauche  | États-Unis  | Flames de Calgary      | École supérieure d'Edina (Minnesota)                     |
| 39   | Doug Trapp       | Ailier gauche  | Canada      | Sabres de Buffalo      | Pats de Regina (LHOu)                                    |
| 40   | Ray Podloski     | Centre         | Canada      | Bruins de Boston       | Winter Hawks de Portland (LHOu)                          |
| 41   | Bruce Melanson   | Ailier droit   | Canada      | Islanders de New York  | Generals d'Oshawa (LHO)                                  |
| 42   | Daryl Reaugh     | Gardien de but | Canada      | Oilers d'Edmonton      | Oilers de Kamloops (LHOu)                                |

### Troisième tour
| Rang | Joueur         | Position       | Nationalité     | Équipe LNH               | Repêché de                                      |
| ---- | -------------- | -------------- | --------------- | ------------------------ | ----------------------------------------------- |
| 43   | Dave McLay     | Ailier gauche  | Canada          | Flyers de Philadelphie   | Wings de Kelowna (LHOu)                         |
| 44   | Neil Davey     | Défenseur      | Canada          | Devils du New Jersey     | Wolverines du Michigan (NCAA)                   |
| 45   | Trent Yawney   | Défenseur      | Canada          | Black Hawks de Chicago   | Blades de Saskatoon (LHOu)                      |
| 46   | Ken jr. Hodge  | Centre         | Canada          | North Stars du Minnesota | École de St. John's Prep (Massachusetts)        |
| 47   | John Stevens   | Défenseur      | Canada          | Flyers de Philadelphie   | Generals d'Oshawa (LHO)                         |
| 48   | John English   | Défenseur      | Canada          | Kings de Los Angeles     | Greyhounds de Sault Ste. Marie (LHO)            |
| 49   | Milan Chalupa  | Défenseur      | Tchécoslovaquie | Red Wings de Détroit     | HC Dukla Jihlava (1. Liga)                      |
| 50   | Toby Ducolon   | Ailier droit   | États-Unis      | Blues de Saint-Louis     | Bellows Free Académie de Saint Albans (Vermont) |
| 51   | Patrick Roy    | Gardien de but | Canada          | Canadiens de Montréal    | Bisons de Granby (LHJMQ)                        |
| 52   | David Saunders | Ailier gauche  | Canada          | Canucks de Vancouver     | Saints de St. Lawrence (NCAA)                   |
| 53   | Robert Dirk    | Défenseur      | Canada          | Blues de Saint-Louis     | Pats de Regina (LHOu)                           |
| 54   | Graeme Bonar   | Ailier droit   | Canada          | Canadiens de Montréal    | Greyhounds de Sault Ste. Marie (LHO)            |
| 55   | Landis Chaulk  | Ailier gauche  | Canada          | Canucks de Vancouver     | Wranglers de Calgary (LHOu)                     |
| 56   | Alan Perry     | Gardien de but | États-Unis      | Blues de Saint-Louis     | Académie Mount Saint Charles (Rhode Island)     |
| 57   | Steven Finn    | Défenseur      | Canada          | Nordiques de Québec      | Voisins de Laval (LHJMQ)                        |
| 58   | Mike Stevens   | Centre         | Canada          | Canucks de Vancouver     | Rangers de Kitchener (LHO)                      |
| 59   | Michal Pivoňka | Centre         | Tchécoslovaquie | Capitals de Washington   | HC Dukla Jihlava (1. liga)                      |
| 60   | Ray Sheppard   | Ailier droit   | Canada          | Sabres de Buffalo        | Royals de Cornwall (LHO)                        |
| 61   | Jeff Cornelius | Défenseur      | Canada          | Bruins de Boston         | Marlboros de Toronto (LHO)                      |
| 62   | Jeff Norton    | Défenseur      | États-Unis      | Islanders de New York    | Académie Cushing (Massachusetts)                |
| 63   | Todd Norman    | Centre         | États-Unis      | Oilers d'Edmonton        | École supérieure de Hill-Murray (Minnesota)     |

### Quatrième tour
| Rang | Joueur         | Position       | Nationalité     | Équipe LNH               | Repêché de                                    |
| ---- | -------------- | -------------- | --------------- | ------------------------ | --------------------------------------------- |
| 64   | Mark Teevens   | Ailier droit   | Canada          | Penguins de Pittsburgh   | Petes de Peterborough (LHO)                   |
| 65   | Lee Brodeur    | Ailier droit   | États-Unis      | Canadiens de Montréal    | École supérieure de Grafton (Dakota du Nord)  |
| 66   | Tom Erikssön   | Ailier gauche  | Suède           | Black Hawks de Chicago   | MODO Hockey (Elitserien)                      |
| 67   | Jeff Reese     | Gardien de but | Canada          | Maple Leafs de Toronto   | Knights de London (LHO)                       |
| 68   | Chris Mills    | Défenseur      | Canada          | Jets de Winnipeg         | Équipe junior de Bramalea (MTJHL)             |
| 69   | Tom Glavine    | Centre         | États-Unis      | Kings de Los Angeles     | École supérieure de Billerica (États-Unis)    |
| 70   | Doug Wieck     | Ailier gauche  | États-Unis      | Islanders de New York    | École supérieure Mayo à Rochester (Minnesota) |
| 71   | Graham Herring | Défenseur      | Canada          | Blues de Saint-Louis     | Chevaliers de Longueuil (LHJMQ)               |
| 72   | Sean Clement   | Défenseur      | Canada          | Jets de Winnipeg         | Équipe junior de Brockville (Ontario)         |
| 73   | Brian Bertuzzi | Centre         | Canada          | Canucks de Vancouver     | Oilers de Kamloops (LHOu)                     |
| 74   | Paul Ysebaert  | Centre         | Canada          | Devils du New Jersey     | équipe junior B de Petrolia (Ontario)         |
| 75   | Petr Rosol     | Ailier droit   | Tchécoslovaquie | Flames de Calgary        | HC Dukla Jihlava (1. Liga)                    |
| 76   | Miroslav Maly  | Défenseur      | Tchécoslovaquie | North Stars du Minnesota | Bayreuth ESV (Deutsche Eishockey-Liga)        |
| 77   | Paul Broten    | Centre         | États-Unis      | Rangers de New York      | Roseau H.S. (Minn.)                           |
| 78   | Terry Perkins  | Ailier droit   | Canada          | Nordiques de Québec      | Winter Hawks de Portland (LHOu)               |
| 79   | David Hanson   | Centre         | États-Unis      | Flyers de Philadelphie   | École de Grand Forks (Dakota du Nord)         |
| 80   | Kris King      | Centre         | Canada          | Capitals de Washington   | Petes de Peterborough (LHO)                   |
| 81   | Bob Halkidis   | Défenseur      | Canada          | Sabres de Buffalo        | Knights de London (LHO)                       |
| 82   | Bob Joyce      | Ailier gauche  | Canada          | Bruins de Boston         | Collège de Notre Dame (Saskatchewan)          |
| 83   | Ari Haanpää    | Ailier droit   | Finlande        | Islanders de New York    | Ilves Tampere (SM-liiga)                      |
| 84   | Richard Novak  | Ailier droit   | Canada          | Oilers d'Edmonton        | Sockeyes de Richmond (BCJHL)                  |

### Cinquième tour
| Rang | Joueur          | Position       | Nationalité     | Équipe LNH               | Repêché de                             |
| ---- | --------------- | -------------- | --------------- | ------------------------ | -------------------------------------- |
| 85   | Arto Javanainen | Ailier droit   | Finlande        | Penguins de Pittsburgh   | Ässät Pori (SM-Liiga)                  |
| 86   | Jon Morris      | Centre         | États-Unis      | Devils du New Jersey     | École de Chelmsford (Massachusetts)    |
| 87   | David Grannis   | Ailier gauche  | États-Unis      | Kings de Los Angeles     | École de South St. Paul (Minnesota)    |
| 88   | Jack Capuano    | Défenseur      | États-Unis      | Maple Leafs de Toronto   | École supérieure de Kent (Connecticut) |
| 89   | Jiri Poner      | Ailier droit   | Tchécoslovaquie | North Stars du Minnesota | EV Landshut (DEL)                      |
| 90   | Timo Lehkonen   | Gardien de but | Finlande        | Black Hawks de Chicago   | Jokerit Helsinki (SM-Liiga)            |
| 91   | Mats Lundström  | Ailier gauche  | Suède           | Red Wings de Détroit     | Équipe nationale de Suède (Intl)       |
| 92   | Scott Paluch    | Défenseur      | États-Unis      | Blues de Saint-Louis     | Jets de Chicago (NAHL)                 |
| 93   | Scott Schneider | Centre         | États-Unis      | Jets de Winnipeg         | Tigers de Colorado College (NCAA)      |
| 94   | Brett MacDonald | Défenseur      | Canada          | Canucks de Vancouver     | Centennials de North Bay (LHO)         |
| 95   | Gerry Johannson | Défenseur      | Canada          | Canadiens de Montréal    | Swift Current (SJHL)                   |
| 96   | Joel Paunio     | Ailier gauche  | Finlande        | Flames de Calgary        | HIFK (SM-Liiga)                        |
| 97   | Kari Takko      | Gardien de but | Finlande        | North Stars du Minnesota | Ässät Pori (SM-Liiga)                  |
| 98   | Clark Donatelli | Ailier gauche  | États-Unis      | Rangers de New York      | équipe junior A de Stratford (OHA)     |
| 99   | Brent Severyn   | Défenseur      | Canada          | Jets de Winnipeg         | Breakers de Seattle (LHOu)             |
| 100  | Brian Dobbin    | Ailier droit   | Canada          | Flyers de Philadelphie   | Knights de London (LHO)                |
| 101  | Darin Sceviour  | Ailier droit   | Canada          | Black Hawks de Chicago   | Broncos de Lethbridge (LHOu)           |
| 102  | Joe Rampton     | Ailier gauche  | Canada          | Sabres de Buffalo        | Greyhounds de Sault Ste. Marie (LHO)   |
| 103  | Mike Bishop     | Gardien de but | Canada          | Bruins de Boston         | Knights de London (LHO)                |
| 104  | Mike Murray     | Centre         | Canada          | Islanders de New York    | Knights de London (LHO)                |
| 105  | Rick Lambert    | Ailier gauche  | Canada          | Oilers d'Edmonton        | Henry Carr H.S. (Toronto)              |

### Sixième tour
| Rang | Joueur           | Position       | Nationalité       | Équipe LNH               | Repêché de                            |
| ---- | ---------------- | -------------- | ----------------- | ------------------------ | ------------------------------------- |
| 106  | Emanuel Viveiros | Défenseur      | Canada            | Oilers d'Edmonton        | Raiders de Prince Albert (LHOu)       |
| 107  | Kirk McLean      | Gardien de but | Canada            | Devils du New Jersey     | Generals d'Oshawa (LHO)               |
| 108  | Greg Strome      | Gardien de but | Canada            | Kings de Los Angeles     | Fighting Sioux de North Dakota (NCAA) |
| 109  | Fabian Joseph    | Centre         | Canada            | Maple Leafs de Toronto   | Cougars de Victoria (LHOu)            |
| 110  | Mike Millar      | Ailier droit   | Canada            | Whalers de Hartford      | Alexanders de Brantford (LHO)         |
| 111  | Chris Clifford   | Gardien de but | Canada            | Black Hawks de Chicago   | Canadians de Kingston (LHO)           |
| 112  | Randy Hansch     | Gardien de but | Canada            | Red Wings de Détroit     | Cougars de Victoria (LHOu)            |
| 113  | Steve Tuttle     | Ailier droit   | Canada            | Blues de Saint-Louis     | Sockeyes de Richmond (BCJHL)          |
| 114  | Gary Lorden      | Défenseur      | États-Unis        | Jets de Winnipeg         | Bishop Hendricken H.S. (RI)           |
| 115  | Jeff Korchinski  | Défenseur      | Canada            | Canucks de Vancouver     | Golden Knights de Clarkson (NCAA)     |
| 116  | Jim Nesich       | Ailier droit   | États-Unis        | Canadiens de Montréal    | Juniors de Verdun (LHJMQ)             |
| 117  | Brett Hull       | Ailier droit   | Canada États-Unis | Flames de Calgary        | Knights de Penticton (BCJHL)          |
| 118  | Gary McColgan    | Ailier gauche  | Canada            | North Stars du Minnesota | Generals d'Oshawa (LHO)               |
| 119  | Kjell Samuelsson | Défenseur      | Suède             | Rangers de New York      | Leksands IF (Elitserien)              |
| 120  | Darren Cota      | Ailier droit   | Canada            | Nordiques de Québec      | Wings de Kelowna (LHOu)               |
| 121  | John Dzikowski   | Centre         | Canada            | Flyers de Philadelphie   | Wheat Kings de Brandon (LHOu)         |
| 122  | Vito Cramarossa  | Ailier droit   | Canada            | Capitals de Washington   | Marlboros de Toronto (LHO)            |
| 123  | James Gasseau    | Défenseur      | Canada            | Sabres de Buffalo        | Voltigeurs de Drummondville (LHJMQ)   |
| 124  | Randy Oswald     | Défenseur      | Canada            | Bruins de Boston         | Huskies de Michigan Tech (NCAA)       |
| 125  | Jim Wilharm      | Défenseur      | États-Unis        | Islanders de New York    | Minnetonka H.S. (Minn.)               |
| 126  | Ivan Dornic      | Ailier gauche  | Tchécoslovaquie   | Oilers d'Edmonton        | HC Dukla Trenčín (Extraliga)          |

### Septième tour
| Rang | Joueur            | Position       | Nationalité      | Équipe LNH               | Repêché de                          |
| ---- | ----------------- | -------------- | ---------------- | ------------------------ | ----------------------------------- |
| 127  | Tom Ryan          | Défenseur      | États-Unis       | Penguins de Pittsburgh   | Newton North H.S. (Mass.)           |
| 128  | Ian Ferguson      | Défenseur      | Canada           | Devils du New Jersey     | Generals d'Oshawa (LHO)             |
| 129  | Tim Hanley        | Centre         | États-Unis       | Kings de Los Angeles     | Académie Deerfield (Mass H.S.)      |
| 130  | Joe MacInnis      | Centre         | États-Unis       | Maple Leafs de Toronto   | Watertown H.S. (Mass.)              |
| 131  | Mike Vellucci     | Défenseur      | États-Unis       | Whalers de Hartford      | Bulls de Belleville (LHO)           |
| 132  | Mike Stapleton    | Centre         | Canada           | Black Hawks de Chicago   | Royals de Cornwall (LHO)            |
| 133  | Stefan Larsson    | Défenseur      | Suède            | Red Wings de Détroit     | Västra Frölunda HC (Elitserien)     |
| 134  | Cliff Ronning     | Centre         | Canada           | Blues de Saint-Louis     | Bruins de New Westminster (LHOu)    |
| 135  | Luciano Borsato   | Centre         | Canada           | Jets de Winnipeg         | équipe junior B de Bramalea (MTJHL) |
| 136  | Blaine Chrest     | Centre         | Canada           | Canucks de Vancouver     | Winter Hawks de Portland (LHOu)     |
| 137  | Scott MacTavish   | Défenseur      | Canada           | Canadiens de Montréal    | Fredericton H.S. (N.B.)             |
| 138  | Kevan Melrose     | Défenseur      | Canada           | Flames de Calgary        | Rustlers de Red Deer (AJHL)         |
| 139  | Vladimir Kyhos    | Ailier gauche  | Union soviétique | North Stars du Minnesota | HC Chemopetrol Litvínov (Extraliga) |
| 140  | Tom Hussey        | Ailier gauche  | Canada           | Rangers de New York      | St. Andrew's H.S. (Ont.)            |
| 141  | Henrik Cedergren  | Ailier droit   | Suède            | Nordiques de Québec      | Brynas IF (Elitserien)              |
| 142  | Tom Allen         | Défenseur      | Canada           | Flyers de Philadelphie   | Rangers de Kitchener (LHO)          |
| 143  | Timo Iljina       | Centre         | Finlande         | Capitals de Washington   | Kärpät Oulu (SM-Liiga)              |
| 144  | Darcy Wakaluk     | Gardien de but | Canada           | Sabres de Buffalo        | Wings de Kelowna (LHOu)             |
| 145  | Mark Thietke      | Centre         | Canada           | Bruins de Boston         | Blades de Saskatoon (LHOu)          |
| 146  | Kelly Murphy      | Défenseur      | Canada           | Islanders de New York    | Notre Dame H.S. (Sask.)             |
| 147  | Heikki Riihijarvi | Défenseur      | Finlande         | Oilers d'Edmonton        | Kärpät Oulu (SM-Liiga)              |

### Huitième tour
| Rang | Joueur           | Position       | Nationalité     | Équipe LNH               | Repêché de                       |
| ---- | ---------------- | -------------- | --------------- | ------------------------ | -------------------------------- |
| 148  | Don Porter       | Ailier gauche  | Canada          | Blues de Saint-Louis     | Huskies de Michigan Tech (NCAA)  |
| 149  | Vladimir Kames   | Centre         | Tchécoslovaquie | Devils du New Jersey     | Dukla Jihlava (Extraliga)        |
| 150  | Shannon Deegan   | Centre         | Canada          | Kings de Los Angeles     | Catamounts du Vermont (NCAA)     |
| 151  | Derek Laxdal     | Ailier droit   | Canada          | Maple Leafs de Toronto   | Wheat Kings de Brandon (LHOu)    |
| 152  | Lars Karlssön    | Ailier gauche  | Suède           | Red Wings de Détroit     | Färjestads BK (Elitserien)       |
| 153  | Glenn Greenough  | Ailier droit   | Canada          | Black Hawks de Chicago   | Wolves de Sudbury (LHO)          |
| 154  | Urban Nordin     | Centre         | Suède           | Red Wings de Détroit     | MODO Hockey (Elitserien)         |
| 155  | Jim Vesey        | Centre         | États-Unis      | Blues de Saint-Louis     | Columbus H.S. (Mass.)            |
| 156  | Brad Jones       | Centre         | États-Unis      | Jets de Winnipeg         | Wolverines du Michigan (NCAA)    |
| 157  | Jim Agnew        | Défenseur      | Canada          | Canucks de Vancouver     | Wheat Kings de Brandon (LHOu)    |
| 158  | Brad McCaughey   | Ailier droit   | États-Unis      | Canadiens de Montréal    | Ann Arbor H.S. (Mich.)           |
| 159  | Jiří Hrdina      | Centre         | Tchécoslovaquie | Flames de Calgary        | HC Sparta Prague (Extraliga)     |
| 160  | Darin McInnis    | Gardien de but | États-Unis      | North Stars du Minnesota | Kent H.S. (Conn.)                |
| 161  | Brian Nelson     | Centre         | États-Unis      | Rangers de New York      | Willmar H.S. (Minn.)             |
| 162  | Jyrki Maki       | Défenseur      | Finlande        | Nordiques de Québec      | St. Paul Simley H.S. (Minn.)     |
| 163  | Luke Vitale      | Centre         | Canada          | Flyers de Philadelphie   | Henry Carr H.S. (Toronto)        |
| 164  | Frank Joo        | Défenseur      | Canada          | Capitals de Washington   | Pats de Regina (LHOu)            |
| 165  | Orwar Stambert   | Défenseur      | Suède           | Sabres de Buffalo        | Djurgårdens IF (Elitserien)      |
| 166  | Don Sweeney      | Défenseur      | Canada          | Bruins de Boston         | St. Paul’s H.S. (N.H.)           |
| 167  | Franco De Santis | Défenseur      | Canada          | Islanders de New York    | Juniors de Verdun (LHJMQ)        |
| 168  | Todd Ewen        | Ailier droit   | Canada          | Oilers d'Edmonton        | Bruins de New Westminster (LHOu) |

### Neuvième tour
| Rang | Joueur          | Position       | Nationalité | Équipe LNH               | Repêché de                        |
| ---- | --------------- | -------------- | ----------- | ------------------------ | --------------------------------- |
| 169  | John Del Col    | Ailier gauche  | Canada      | Penguins de Pittsburgh   | Marlboros de Toronto (LHO)        |
| 170  | Mike Roth       | Défenseur      | États-Unis  | Devils du New Jersey     | Hill-Murray H.S. (Minn.)          |
| 171  | Luc Robitaille  | Ailier gauche  | Canada      | Kings de Los Angeles     | Olympiques de Hull (LHJMQ)        |
| 172  | Dan Turner      | Ailier gauche  | Canada      | Maple Leafs de Toronto   | Tigers de Medicine Hat (LHOu)     |
| 173  | John Devereaux  | Centre         | États-Unis  | Whalers de Hartford      | Scituate (Mass H.S.)              |
| 174  | Ralph DiFiori   | Défenseur      | Canada      | Black Hawks de Chicago   | Cataractes de Shawinigan (LHJMQ)  |
| 175  | Bill Shibicky   | Centre         | Canada      | Red Wings de Détroit     | Wolverines du Michigan NCAA       |
| 176  | Daniel Jomphe   | Ailier gauche  | Canada      | Blues de Saint-Louis     | Bisons de Granby (LHJMQ)          |
| 177  | Gord Whitaker   | Ailier droit   | Canada      | Jets de Winnipeg         | Tigers de Colorado College (NCAA) |
| 178  | Rex Grant       | Gardien de but | Canada      | Canucks de Vancouver     | Oilers de Kamloops (LHOu)         |
| 179  | Eric Demers     | Ailier gauche  | Canada      | Canadiens de Montréal    | Cataractes de Shawinigan (LHJMQ)  |
| 180  | Gary Suter      | Défenseur      | États-Unis  | Flames de Calgary        | Badgers du Wisconsin (NCAA)       |
| 181  | Duane Wahlin    | Ailier droit   | États-Unis  | North Stars du Minnesota | St. Paul Johnson H.S. (Minn.)     |
| 182  | Ville Kentala   | Ailier gauche  | Finlande    | Rangers de New York      | HIFK (SM-Liiga)                   |
| 183  | Guy Ouellette   | Centre         | Canada      | Nordiques de Québec      | Remparts de Québec (LHJMQ)        |
| 184  | Billy Powers    | Centre         | États-Unis  | Flyers de Philadelphie   | Matignon H.S. (Mass.)             |
| 185  | Jim Thomson     | Ailier droit   | Canada      | Capitals de Washington   | Marlboros de Toronto (LHO)        |
| 186  | Kevin Heffernan | Attaquant      | États-Unis  | Bruins de Boston         | Weymouth H.S. (Mass.)             |
| 187  | Tom Warden      | Défenseur      | Angleterre  | Islanders de New York    | Centennials de North Bay (LHO)    |
| 188  | Heinz Ehlers    | Centre         | Danemark    | Rangers de New York      | Leksands IF (Elitserien)          |

### Dixième tour
| Rang | Joueur          | Position      | Nationalité     | Équipe LNH               | Repêché de                                      |
| ---- | --------------- | ------------- | --------------- | ------------------------ | ----------------------------------------------- |
| 189  | Steve Hurt      | Ailier droit  | États-Unis      | Penguins de Pittsburgh   | Hill-Murray H.S. (Minn.)                        |
| 190  | Mike Peluso     | Défenseur     | États-Unis      | Devils du New Jersey     | Greenway (Minn H.S.)                            |
| 191  | Jeff Crossman   | Centre        | Canada          | Kings de Los Angeles     | Broncos de Western Michigan (NCAA)              |
| 192  | David Buckley   | Défenseur     | États-Unis      | Maple Leafs de Toronto   | Trinity-Pawling H.S. (N.Y.)                     |
| 193  | Brent Regan     | Ailier gauche | Canada          | Whalers de Hartford      | Saints de St. Albert(AJHL)                      |
| 194  | Joakim Persson  | Ailier gauche | Suède           | Black Hawks de Chicago   | Brynas IF (Elitserien)                          |
| 195  | Jay Rose        | Défenseur     | États-Unis      | Red Wings de Détroit     | New Prep School (Mass.)                         |
| 196  | Tom Tilley      | Défenseur     | Canada          | Blues de Saint-Louis     | équipe junior A de Orillia (OPJHL)              |
| 197  | Rick Forst      | Ailier gauche | Canada          | Jets de Winnipeg         | Millionaires de Melville (BCJHL)                |
| 198  | Ed Lowney       | Ailier droit  | États-Unis      | Canucks de Vancouver     | Terriers de Boston (NCAA)                       |
| 199  | Ron Annear      | Défenseur     | Canada          | Canadiens de Montréal    | Université internationale des États-Unis (NCAA) |
| 200  | Petr Rucka      | Centre        | Tchécoslovaquie | Flames de Calgary        | HC Sparta Prague (Extraliga)                    |
| 201  | Mike Orn        | Centre        | États-Unis      | North Stars du Minnesota | Stillwater H.S. (Minn.)                         |
| 202  | Kevin Miller    | Centre        | États-Unis      | Rangers de New York      | Royals de Redford (NAJHL)                       |
| 203  | Ken Quinney     | Ailier droit  | Canada          | Nordiques de Québec      | Wranglers de Calgary (LHOu)                     |
| 204  | Daryn Fersovich | Centre        | Canada          | Flyers de Philadelphie   | Saints de St. Albert(AJHL)                      |
| 205  | Paul Cavallini  | Défenseur     | Canada          | Capitals de Washington   | Henry Carr H.S. (Toronto)                       |
| 206  | Brian McKinnon  | Centre        | Canada          | Sabres de Buffalo        | 67's d'Ottawa (LHO)                             |
| 207  | John Urbanic    | Ailier gauche | Canada          | Bruins de Boston         | Spitfires de Windsor (LHO)                      |
| 208  | David Volek     | Ailier droit  | Tchécoslovaquie | Islanders de New York    | Skoda Plzen (Extraliga)                         |
| 209  | Joel Curtis     | Ailier gauche | Canada          | Oilers d'Edmonton        | Generals d'Oshawa (LHO)                         |

### Onzième tour
| Rang | Joueur            | Position       | Nationalité      | Équipe LNH               | Repêché de                           |
| ---- | ----------------- | -------------- | ---------------- | ------------------------ | ------------------------------------ |
| 210  | Jim Steen         | Centre         | États-Unis       | Penguins de Pittsburgh   | Moorhead H.S. (Minn.)                |
| 211  | Jarkko Piiparinen | Ailier gauche  | Finlande         | Devils du New Jersey     | Reipas Lahti (SM-Liiga)              |
| 212  | Paul Kenny        | Gardien de but | Canada           | Kings de Los Angeles     | Royals de Cornwall (LHO)             |
| 213  | Mike Wurst        | Ailier gauche  | États-Unis       | Maple Leafs de Toronto   | Buckeyes d'Ohio State (NCAA)         |
| 214  | Jim Culhane       | Défenseur      | Canada           | Whalers de Hartford      | Broncos de Western Michigan (NCAA)   |
| 215  | Bill Brown        | Centre         | États-Unis       | Black Hawks de Chicago   | St. Paul Simley H.S. (Minn.)         |
| 216  | Tim Kaiser        | Ailier droit   | Canada           | Red Wings de Détroit     | Platers de Guelph (LHO)              |
| 217  | Mark Cupolo       | Ailier gauche  | Canada           | Blues de Saint-Louis     | Platers de Guelph (LHO)              |
| 218  | Mike Warus        | Ailier droit   | Canada           | Jets de Winnipeg         | Lakers de Lake Superior State (NCAA) |
| 219  | Doug Clarke       | Défenseur      | Canada           | Canucks de Vancouver     | Tigers de Colorado College (NCAA)    |
| 220  | David Tanner      | Défenseur      | Canada           | Canadiens de Montréal    | Notre Dame H.S. (Sask.)              |
| 221  | Stefan Jonsson    | Défenseur      | Suède            | Flames de Calgary        | Södertälje SK (Elitserien)           |
| 222  | Tom Terwilliger   | Défenseur      | États-Unis       | North Stars du Minnesota | Edina H.S. (Minn.)                   |
| 223  | Tom Lorentz       | Centre         | États-Unis       | Rangers de New York      | Brady H.S. (Minn.)                   |
| 224  | David Mackey      | Ailier gauche  | Canada           | Black Hawks de Chicago   | Cougars de Victoria (LHOu)           |
| 225  | Mikhail Tatarinov | Défenseur      | Union soviétique | Capitals de Washington   | Kiev Sokol (Superliga)               |
| 226  | Grant Delcourt    | Ailier droit   | Canada           | Sabres de Buffalo        | Wings de Kelowna (LHOu)              |
| 227  | Bill Kopecky      | Centre         | États-Unis       | Bruins de Boston         | Austin Prep (Mass.)                  |
| 228  | Russ Becker       | Défenseur      | États-Unis       | Islanders de New York    | Virginia H.S. (Minn.)                |
| 229  | Simon Wheeldon    | Centre         | Canada           | Oilers d'Edmonton        | Cougars de Victoria (LHOu)           |

### Douzième tour
| Rang | Joueur           | Position       | Nationalité     | Équipe LNH               | Repêché de                            |
| ---- | ---------------- | -------------- | --------------- | ------------------------ | ------------------------------------- |
| 230  | Mark Ziliotto    | Centre         | Canada          | Penguins de Pittsburgh   | équipe junior B de Streetsville (OHA) |
| 231  | Chris Kiene      | Défenseur      | États-Unis      | Devils du New Jersey     | Olympics de Springfield (NEJHL)       |
| 232  | Brian Martin     | Ailier gauche  | Canada          | Kings de Los Angeles     | Bulls de Belleville (LHO)             |
| 233  | Peter Slanina    | Défenseur      | Tchécoslovaquie | Maple Leafs de Toronto   | HC Košice (Extraliga)                 |
| 234  | Peter Abric      | Gardien de but | Canada          | Whalers de Hartford      | Centennials de North Bay (LHO)        |
| 235  | Dan Williams     | Défenseur      | États-Unis      | Black Hawks de Chicago   | Jets de Chicago (NAHL)                |
| 236  | Tom Nickolau     | Centre         | Canada          | Red Wings de Détroit     | Platers de Guelph (LHO)               |
| 237  | Mark Lanigan     | Défenseur      | États-Unis      | Blues de Saint-Louis     | Black Hawks de Waterloo (USHL)        |
| 238  | Jim Edmands      | Gardien de but | Canada          | Jets de Winnipeg         | Big Red de Cornell (NCAA)             |
| 239  | Ed Kister        | Défenseur      | Canada          | Canucks de Vancouver     | Knights de London (LHO)               |
| 240  | Troy Crosby      | Gardien de but | Canada          | Canadiens de Montréal    | Juniors de Verdun (LHJMQ)             |
| 241  | Rudolf Suchanek  | Défenseur      | Tchécoslovaquie | Flames de Calgary        | HC České Budějovice (Extraliga)       |
| 242  | Mike Nightengale | Défenseur      | États-Unis      | North Stars du Minnesota | St. Paul Simley H.S. (Minn.)          |
| 243  | Scott Brower     | Gardien de but | Canada          | Rangers de New York      | Lancers de Lloydminster (SJHL)        |
| 244  | Peter Loob       | Défenseur      | Suède           | Nordiques de Québec      | Södertälje SK (Elitserien)            |
| 245  | Juraj Bakos      | Défenseur      | Tchécoslovaquie | Flyers de Philadelphie   | HC Košice (Extraliga)                 |
| 246  | Per Schedrin     | Défenseur      | Suède           | Capitals de Washington   | Brynas IF (Elitserien)                |
| 247  | Sean Baker       | Ailier gauche  | États-Unis      | Sabres de Buffalo        | Americans de Seattle (Jrs.)           |
| 248  | Jim Newhouse     | Ailier gauche  | États-Unis      | Bruins de Boston         | Matignon H.S. (Mass.)                 |
| 249  | Allister Brown   | Défenseur      | Canada          | Islanders de New York    | Wildcats du New Hampshire (NCAA)      |
| 250  | Darren Gani      | Défenseur      | Canada          | Oilers d'Edmonton        | Bulls de Belleville (LHO)             |